# La Pietat de la Roca
La Pietat de la Roca és una església del municipi de Vilallonga de Ter (Ripollès) inclosa a l'Inventari del Patrimoni Arquitectònic de Catalunya.

## Descripció
És una capella immersa dins els murs del castell, en part. La nau és orientada seguint l'eix nord-sud. Té la planta rectangular i és coberta amb volta de canó. La façana on hi ha l'accés és de carreus tallats finament i disposats de forma acurada que contrasta amb la resta de l'aparell, més rústec. Al cim de la porta hi ha una finestra i un petit campanar de paret. El mur de tramuntana ha estat construït damunt la roca. El de ponent aprofita la paret del castell, i a l'altre costat la capella es comunica amb la rectoria d'època molt posterior.

## Història
La capella castellera de la Pietat de la Roca és situada al costat de l'antiga fortalesa de Pelancà (o de la roca de Pelancà) que pertanyé als Milany (1244), als So (segle XIV-XVIII) i als Descatllar (des de 1621), que ja havien tingut abans drets senyorials. El "Castrum de Pellencha" és esmentat per primer cop l'any 1031, en un document entre el comte Ramon Guifré de Cerdanya i el vescomte Bernat.